# Petr Rajnoha

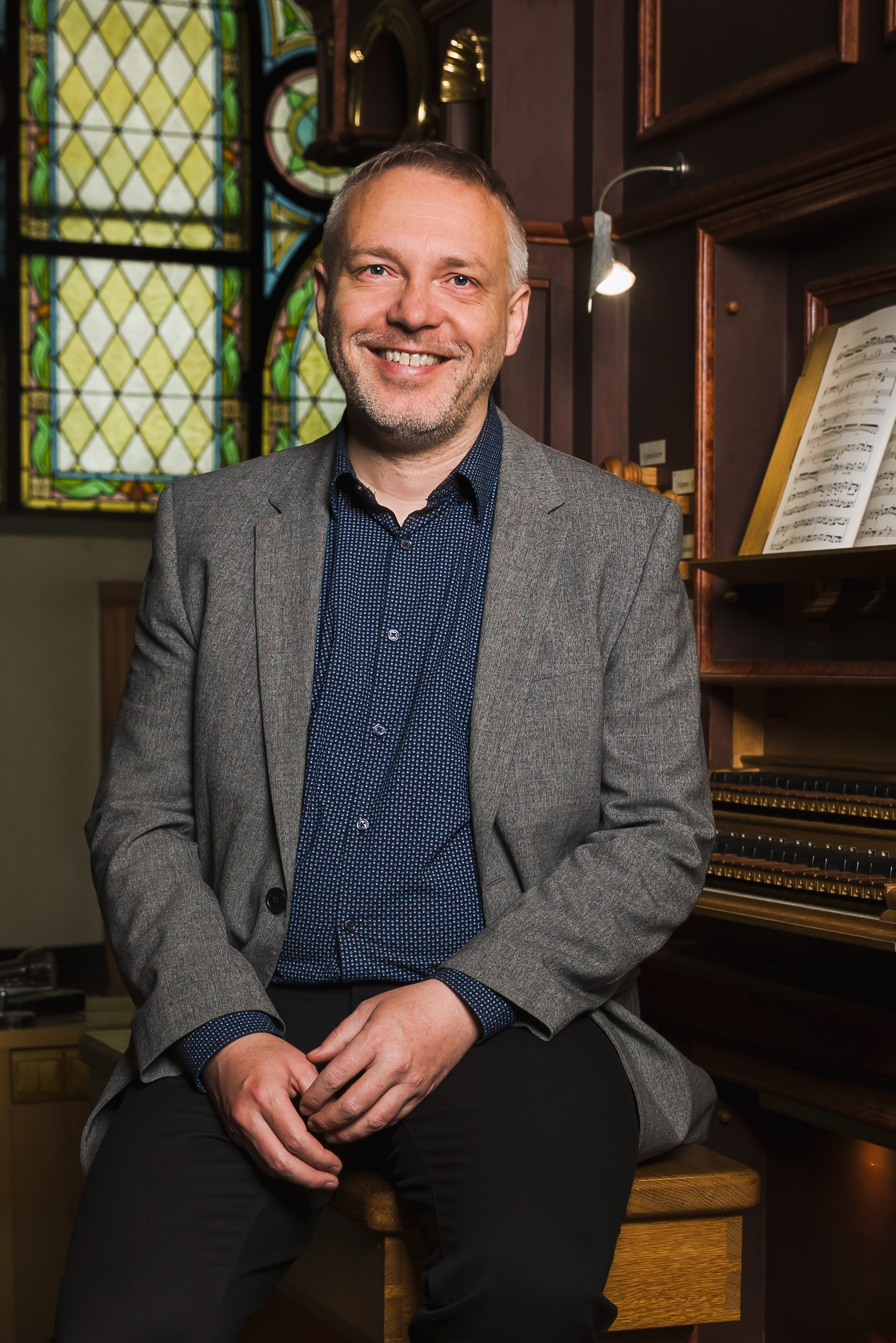
Petr Rajnoha

Petr Rajnoha (* 1974 in Znojmo) ist ein tschechischer Organist.

## Leben
Rajnoha erhielt eine Ausbildung am Staatlichen Konservatorium in Brno bei Zdenek Novacek und an der Janáček-Akademie für Musik und Darstellende Kunst Brno bei Kamila Klugarová. Weiterhin besuchte er Kurse an der Akademie der musischen Künste in Prag bei Jaroslav Tůma.

## Auszeichnungen
1997 erhielt er beim Internationalen Orgelwettbewerb Brno den 3. Preis. 1999 bekam Rajnoha beim Prager Frühling-Internationalen Orgelwettbewerb erneut den 3. Preis. 2000 erreichte er beim Internationalen Orgelwettbewerb Gelsenkirchen den 2. Preis und beim Johann-Pachelbel-Wettbewerb der Orgelwoche Nürnberg den 1. Preis und den Publikumspreis.